# Jordi Albertí i Oriol
Jordi Albertí i Oriol (Cassà de la Selva, Gironès, 7 de juliol de 1950 - 3 de febrer de 2022) fou un historiador, filòleg, escriptor i editor català.
Durant més de 25 anys va estar al capdavant de la llibreria i jogueteria Els Tres Tombs situada al barri de Gràcia (Barcelona), juntament amb Isabel Sanagustín. Va publicar diverses obres en diferents editorials d'arreu del país.
Com a filòleg, Jordi Albertí va publicar un centenar de treballs de recerca literària a la Revista de Catalunya, entre els anys 1998 i 2008. També va tenir cura de les anotacions als tres primers volums de l'Obra completa d'Eugeni d'Ors, publicats a Quaderns Crema, els anys 1998, 2001 i 2003. Entre ell 2001 i 2004, va coordinar l'exposició Germinabit, l'expressió religiosa en llengua catalana al segle XX, que es va exposar primerament a Roma (Itàlia) i després a Tarragona, Solsona, Tortosa i, finalment, a Barcelona.
Juntament amb Isabel Sanagustín, en el 2011 va fundar l'Editorial Gregal al poble on residia, Maçanet de la Selva, amb l'objectiu de maridar la literatura i la història.

## Obres

### Poesia
- Sense àncora: pels vials de la mirada conca. Andorra: Cercle de les Arts i de les Lletres, 1998.[9]

### Narrativa
- Orquídies blanques a Central Park. Barcelona: Editorial Gregal, 2011.[10]
- Les cartes d'en Marc. Barcelona: Mediterrània, 2008[11] / Maçanet de la Selva: Editorial Gregal, 2015 (il·lustracions de Montse Buñuel).[12]

### Crítica i assaig

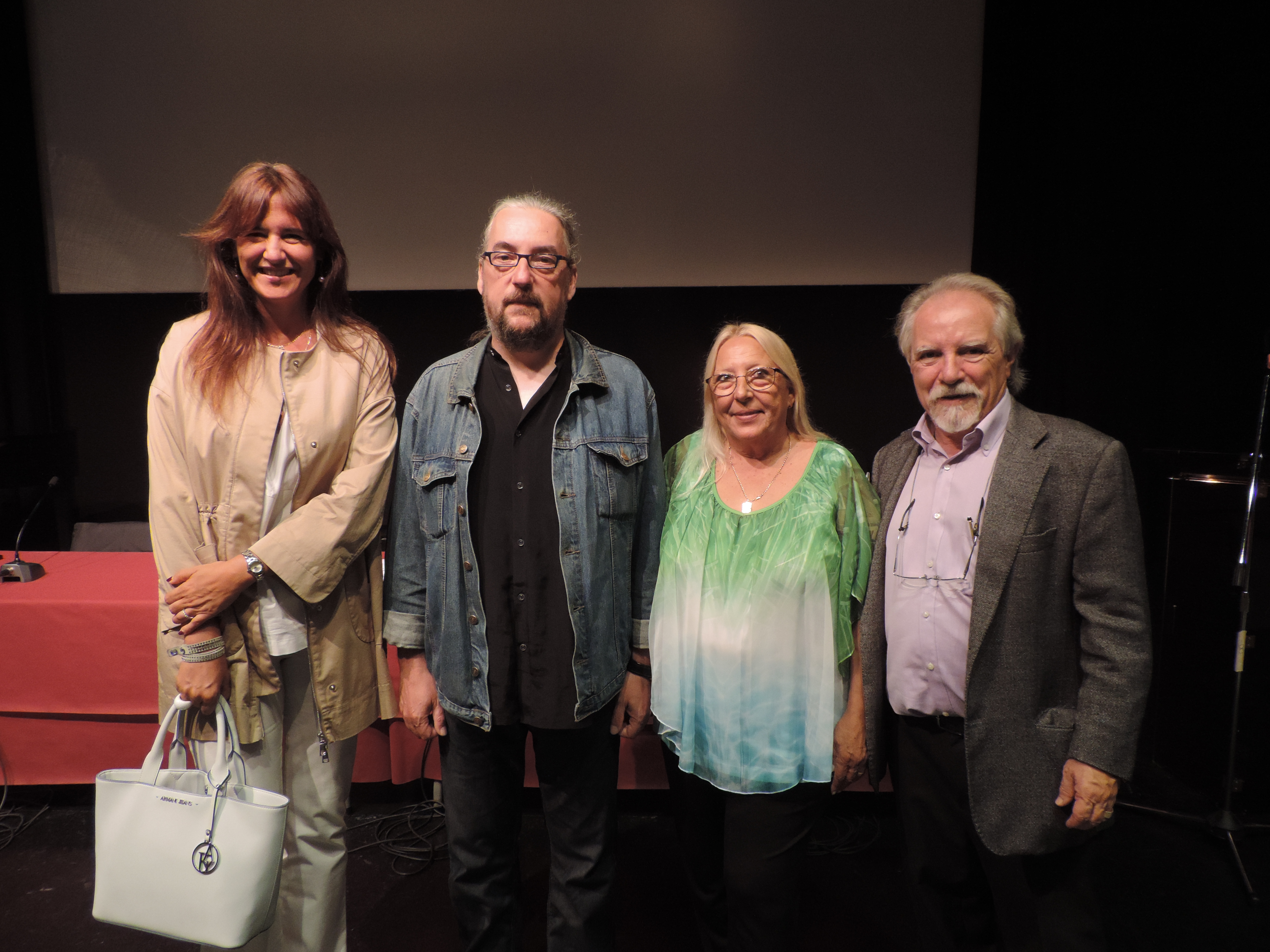
Entrega del V Premi Gregal de Novel·la.(Laura Borràs, directora de la ILC; Josep Busquets, el guanyador, i els editors de Gregal Isabel Sanagustín i Jordi Albertí)

- Entrega del V Premi Gregal de Novel·la.[13](Laura Borràs, directora de la ILC; Josep Busquets, el guanyador, i els editors de Gregal Isabel Sanagustín i Jordi Albertí)Les colles de Sant Medir. Barcelona: Lluïsos de Gràcia, 2003.[14]
- El silenci de les campanes. Barcelona: Proa, 2007.[15]

- La iglesia en llamas. Barcelona: Destino (Grupo Planeta), 2008.[16]
- La bandera catalana. Mil anys d'història. Barcelona: Pòrtic, 2010[17] / Barcelona: Labutxaca, 2013.[18]
- Santa Maria de Valldemaria. Maçanet de la Selva: Editorial Gregal, 2014.[19]

### Obra inèdita
- Eugeni d'Ors. El triangle de les passions.[20]
- La senda del báculo.[21]

### Traduccions
- Carles Cardona: Educar en llibertat. Ètica de l'activitat educativa, de Barcelona: Universitat Internacional de Catalunya, 2006.[22]

- Suso de Toro: Esdevenir humil. Maçanet de la Selva: Editorial Gregal, 2017.[23]

## Premis i reconeixements
- Premi Grandalla de poesia (1997): Sense àncora: pels vials de la mirada conca.[24]
- Finalista del premi de Literatura Juvenil Josep Miquel Guàrdia i Bagur Ciutat d'Alaior (1999): Les cartes d'en Marc.[cal citació]
- Premi Puigmarí de poesia (2010).[cal citació]
- Premi Puigmarí de narrativa (2010).[25]